# シバフタケ
シバフタケ（芝生茸、学名：Marasmius oreades)はホウライタケ科ホウライタケ属の菌類。「ワヒダタケ」の別名もある。ただし、「ワヒダタケ」はタバコウロコタケ科のCyclomyces fuscusに対する和名である。
英語ではスコッチ・ボンネット（Scotch bonnet）やフェアリーリングマッシュルーム（fairy ring mushroom）と言う呼び名もある。後者の名前の「フェアリーリング」は菌輪を意味するが、ハラタケ（Agaricus campestris）や毒のあるオオシロカラカサタケ（Chlorophyllum molybdites）なども菌輪になって育つため、他の菌輪を作るきのこと混乱されがちである。

## 分布、生息地
北アメリカやヨーロッパに広く分布する。夏や秋に見られ、暖かい気候であれば年中見られる。名の通り、草地を好んで生え、芝生や草地に見つかる。海岸地域の砂丘でさえ見つかることもある。

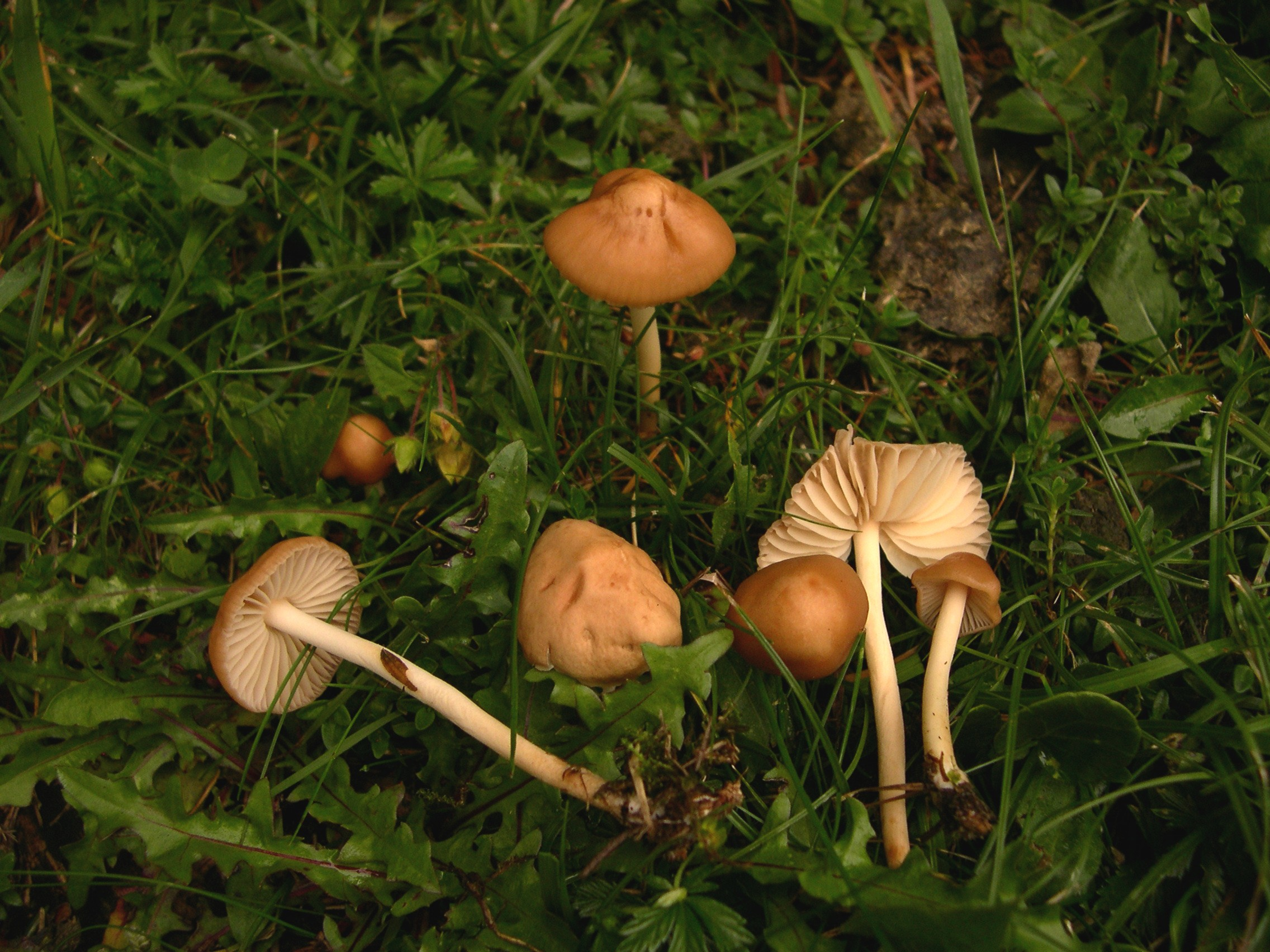
シバフタケ

## 特徴
シバフタケは環状、弧状、隊列状に群生する。菌輪のように草を育て緑にすることがある。
カサは1-5cmであり、釣鐘型で、初期には端の部分がカサの内側に巻き込まれている。時間がたつにつれ平べったい饅頭状になり、さらにカサの端の部分が持ち上がって平たくなっていく。また中央に僅かなふくらみを持っている場合もある。カサは乾いており、つるっとしている。
色は灰色に近い黄褐色から淡黄色であり稀に白、赤っぽい黄褐色である。乾燥すると色が変わっていく。周辺には薄い線が現れる。
裸で、色彩のない柄を持ち、長さは7cm、直径は5mm程度である。
襞は柄から離生している場合とそうでない場合がある。襞の間隔は疎らで、白から灰色に近い黄褐色である。胞子紋は白色である。胞子の大きさは7-10 × 4-6 µmで、滑らかな楕円形で非アミロイド性である。傘の表皮は箒状細胞を持たない。
このきのこは有毒のカヤタケ属のClitocybe dealbataに似ており、間違われることもある。この種は白から灰色に近い色で、傘の先端の突起を欠き、傘の裏の襞の間隔が非常に近いことから見分けることができる。

## 食用
日本では一般的に食されていないが、ヨーロッパでは多くのきのこ通がシバフタケを好んでいる。一般的にきのこを食べる人はクッキーなどにきのこを使うことはしないが、このきのこは焼くと甘みが出るため、焼き菓子にも向いている。伝統的な処理方法は、繊維質でまずいとされる柄を切り落とし、傘を糸で吊るし乾燥させるものである。甘みは細胞を乾燥から守るためのトレハロースに由来する。完全に乾燥した後に水にさらすと、きのこは細胞を甦らせるためにトレハロースを消化し、細胞の再生と新しい胞子の製造を始める。